# Children of Eve
Children of Eve è un film muto del 1915 scritto e diretto da John H. Collins. Negli Stati Uniti, venne chiamato anche con il titolo alternativo Fifty-Fifty Mamie dal nome del personaggio protagonista della storia impersonato sullo schermo da Viola Dana.

## Trama
Henry Clay Madison, uno studente, si innamora di Flossie, una prostituta che vive nell'East Side e le chiede di sposarlo. La ragazza, benché abbia lasciato la professione, non si ritiene degna di lui e rifiuta la proposta di matrimonio.
Sono passati diciassette anni. Madison ha dimenticato i suoi buoni propositi di gioventù ed è diventato ricco sfruttando il lavoro minorile. Suo nipote Bert, un assistente sociale, si innamora di Fifty-Fifty Mamie, una ragazza allegra che lui riporta sulla retta via. Lei diventa la sua assistente ma, quando Bert cade malato, Madison le impedisce di vederlo e la convince a rinunciare all'idea di sposarlo. Mamie trova lavoro in una fabbrica che appartiene a Madison per studiare le condizioni di lavoro degli operai. L'edificio non ha misure di sicurezza, privo persino di una scala antincendio; così, quando va a fuoco, il rogo provoca numerose vittime molte delle quali sono bambini. Anche Mamie resta gravemente ferita nell'incendio. Nel delirio, la giovane invoca il nome di Bert. Il giovane giunge al suo capezzale per assisterla nei suoi ultimi istanti: vicino al letto, Madigan vede una foto che ritrae Flossie, il suo amore da ragazzo. Capisce così che Mamie, che ora giace morta tra le braccia di Bert, era sua figlia.
Madigan, pentito, consacra gli ultimi anni della sua vita a lavorare per il benessere degli operai e per combattere contro la schiavitù del lavoro minorile.

## Produzione
Il film fu prodotto dalla Edison Company. Le scene dell'edificio in preda alle fiamme vennero girate a Fort Schuyler, nel Bronx.

## Distribuzione
Il copyright del film, richiesto dalla Thomas A. Edison, Inc., fu registrato il 5 novembre 1915 con il numero LP6884.
Distribuito dalla Kleine-Edison Feature Services, il film uscì nelle sale cinematografiche statunitensi il 10 novembre 1915.
Copie complete della pellicola sono conservate negli archivi della Library of Congress (George Kleine collection) di Washington e in quelli dell'International Museum of Photography and Film at George Eastman House di Rochester.